# Tetraophasis
Tetraophasis – rodzaj ptaków z podrodziny bażantów (Phasianinae) w rodzinie kurowatych (Phasianidae).

## Zasięg występowania
Rodzaj obejmuje gatunki występujące w Chinach i Himalajach.

## Morfologia
Długość ciała 29–50 cm; masa ciała 660–1790 g (samce są większe i cięższe od samic).

## Systematyka

### Etymologia
Tetraophasis: rodzaj Tetraogallus J.E. Gray, 1832 (ułar); nowołac. phasis „bażant”, od średniowiecznołac. phasis avis „bażant”.

### Podział systematyczny
Do rodzaju należą następujące gatunki:
- Tetraophasis obscurus (J. Verreaux, 1869) – górak rudogardły
- Tetraophasis szechenyii von Madarász, 1885 – górak płowogardły